# Apotreubia yunnanensis
Apotreubia yunnanensis là một loài rêu trong họ Treubiaceae. Loài này được Higuchi mô tả khoa học đầu tiên năm 1998.